# Classe Qahir
La classe Qahir o classe Qahir Al Amwaj è una classe di corvette lanciamissili della Regia marina dell'Oman, composta da due unità entrate in servizio nel 1996.
Unità di costruzione britannica, sono corvette di medie dimensioni realizzate con i migliori standard della loro epoca, tra cui un profilo stealth per le loro sovrastrutture e un notevole armamento missilistico. Sono state le unità da combattimento navale di maggiori dimensioni dell'Oman fino all'entrata in servizio, nel 2013, delle corvette della classe Khareff.

## Il progetto
La progettazione delle future corvette classe Qahir ebbe inizio nel 1992 quando, sulla scia degli eventi della guerra del Golfo da poco terminata, il governo dell'Oman varò un vasto piano di ampliamento e potenziamento delle sue forze navali da completarsi entro il 2000. Tale piano, oltre a prevedere un incremento degli effettivi in servizio a 4500 uomini, previde anche di dotare di moderne unità da combattimento la componente d'attacco della Regia marina omanita, fino a quel momento equipaggiata principalmente di motocannoniere missilistiche di piccola taglia; in virtù dei solidi e tradizionali legami tra Oman e Regno Unito, nell'aprile 1992 il governo di Mascate si rivolse alla ditta di costruzioni navali britannica Vosper Thornycroft per la fornitura di due corvette di media taglia, secondo un progetto che tenesse conto degli standard più elevati del momento. La costruzione della prima unità iniziò quindi nel maggio 1993 nei cantieri navali di Woolston (un sobborgo di Southampton), seguita da quella della seconda unità un anno più tardi; entrambe le corvette furono quindi completate nel 1996 e immesse in servizio con la Regia marina omanita, di cui all'epoca costituivano le unità da combattimento di maggior tonnellaggio.

## Caratteristiche
Le Qahir hanno uno scafo dalla lunghezza fuori tutto di 83,7 metri, con una larghezza di 11,5 metri e un pescaggio massimo di 3,5 metri; il dislocamento standard ammonta a 1135 tonnellate, salendo a 1450 tonnellate con le unità a pieno carico di combattimento. Le Qahir presentano un'architettura stealth per la riduzione della segnatura ai radar, con una massiccia sovrastruttura centrale costruita senza soluzione di continuità con lo scafo; la sovrastruttura raggruppa il ponte di comando, un singolo albero con struttura a traliccio e un unico fumaiolo. A poppa è presente un ampio ponte di volo da 20,5 x 11,5 metri per il decollo e l'appontaggio di un elicottero Super Lynx, anche se manca un hangar per il suo ricovero. L'equipaggio ammonta a 76 tra ufficiali e marinai.
Il sistema propulsivo è di tipo CODAD, con quattro motori diesel della Crossley-Pielstick tipo 16PA6 V280STC e capaci di una potenza complessiva di 33 400 hp (24 900 kW); la velocità massima raggiungibile dalle unità si aggira sui 28 nodi (51,86 km/h), con un'autonomia complessiva di 3000 miglia alla velocità di crociera di 15 nodi (5 556 km a 27,78 km/h).
L'armamento di artiglieria delle Qahir si basa su un cannone di origine italiana Otobreda 76/62 "Compatto", collocato in una torretta a prua della sovrastruttura su di una tuga; per la difesa antiaerea ravvicinata è inoltre disponibile, su entrambi i lati della sovrastruttura, una mitragliera da 20 mm Oerlikon in impianto assistito tipo GAM-B01. L'armamento missilistico è tutto di origine francese: alla lotta antinave sono destinati due lanciatori quadrupli per missili Exocet, collocati sulla tuga prodiera alle spalle della torretta del cannone; per la difesa antiaerea è invece disponibile, su di un'altra tuga a poppa della sovrastruttura, un lanciatore a otto celle per missili Crotale. Le Qahir sono inoltre le prime unità omanite a disporre di una, seppur limitata, capacità di lotta antisommergibile basata, oltre che sull'elicottero imbarcato, su due lanciasiluri tripli da 324 mm; una necessità vista la contemporanea immissione in servizio dei primi battelli subacquei della Marina militare della Repubblica Islamica dell'Iran, un potenziale avversario.
L'apparato sensori è principalmente di origine olandese, fornito dalla Thales Nederland: oltre a un sistema informatico TACTICOS per la valutazione automatica delle minacce, le unità imbarcano sull'albero principale un sistema radar di scoperta aerea e di superficie MW-08 e un sistema radar STING per la direzione del fuoco, oltre ad apparati optronici di sensori tra cui un telemetro laser; per l'individuazione di bersagli sommersi è disponibile un sonar filabile rimorchiato ATAS. Per la guerra elettronica è disponibile una suite di contromisure elettroniche DR-3000S1 Compact e due lanciarazzi per il rilascio di decoy.

## Unità
| Nome                 | Impostazione   | Varo              | Entrata in servizio | Status             |
| -------------------- | -------------- | ----------------- | ------------------- | ------------------ |
| Qahir Al Amwaj (Q31) | 21 maggio 1993 | 21 settembre 1994 | 3 settembre 1996    | in servizio attivo |
| Al Muazzar (Q32)     | 4 aprile 1994  | 26 settembre 1995 | 4 dicembre 1996     | in servizio attivo |